# Tomasita Ester Casís
Tomasita Ester Casís (Ciudad de Panamá, 21 de diciembre de 1878 - Ibidem, 1962) Fue una educadora, dirigente magisterial y activista por los derechos de la mujer panameña, miembro fundadora de la primera Asociación Feminista de Panamá y de la Asociación Magisterio Panameño Unido. Es una reconocida por formar la primera sociedad cultural femenina de Panamá denominada Club Ariel.
Como pionera de la educación formó a generaciones de mujeres y hombres, estudiantes destacados, y algunas congéneres con las que trabajó y militó posteriormente en el movimiento feminista, como es el caso de Juana Oller.

## Biografía

### Primeros años
Después de terminados sus estudios primarios en la Escuela de San Felipe de Niñas No.2, ingresó como alumna en el Colegio dirigido por la Colombiana María Luisa Munévar de Cristofine. Cuando Tomasita contaba con diecinueve años de edad ganó una beca para estudiar en la Escuela Normal de Institutoras, dirigida por Rosa y Matilde Rubiano.

### Vida como educadora
En 1900 recibió su grado de maestra. Ese mismo año fue nombrada maestra de la sección preparatoria del Colegio Secundario del Istmo para varones, dirigida por Nicolás Victoria Jaén y Melchor Lasso de la Vega. Tres años más tarde desempeñó el cargo de maestra en la Escuela de San Felipe de varones de la que fue directora en 1905.
Entre 1906 a 1907 prestó sus servicios como maestra en la sección preparatoria de la Escuela Superior de Señoritas de la capital, dirigida por la colombiana Encarnación Vaquera.
En 1907 se le designó Directora de la Escuela de Santa Ana No.2 para niñas. Ocupó ese cargo hasta 1926, cuando ésta pasó a formar parte del Centro Amador Guerrero, con el nombre de Escuela República de Cuba.

## Fundación del Club Ariel
La Escuela Santa Ana No.2 apenas comenzaba a funcionar, dándole la oportunidad a Tomasita Casís de poner en práctica sus ideas renovadoras sobre educación. El primer problema que enfrentó fue la escasez de la matrícula escolar que sólo llegaba a 70 alumnas. Emprendió una campaña de propaganda entre las familias del barrio, que se mostraban refractarias a la enseñanza. El trabajo resultó muy positivo, al pasar los años esta escuela se convirtió en un gran centro educativo con una mayor matrícula. Estando en la dirección de esa escuela, Juana Oller organizó junto a otras maestras el Club Ariel, primera Sociedad Cultural Femenina de Panamá, además, se puso en práctica el primer jardín de la infancia del país y se iniciaron los ejercicios de desocupación de edificios para prevenir desastres.

## Activismo político
Tomasita Casís fue miembro de la Sociedad Nacional para el Progreso de la Mujer y posteriormente de la Liga Patriótica Femenina. En estas organizaciones tuvo siempre responsabilidades relacionadas con la educación.

## Reconocimientos
En 1928 Tomasita Casís se jubiló, y en 1960 el Gobierno Nacional le concedió la Condecoración de Cruz de la Orden Vasco Nuñez de Balboa en el Grado de Comendador.